# Haiti i olympiska sommarspelen 1988
Haiti deltog i de olympiska sommarspelen 1988 med en trupp bestående av fyra deltagare, men ingen av landets deltagare erövrade någon medalj.

## Friidrott
Herrarnas 100 meter
- Claude Roumain
  - Omgång 1 — 11,22 sekunder (→ gick inte vidare)

Herrarnas 200 meter
- Claude Roumain
  - Omgång 1 — 22,60 sekunder (→ gick inte vidare)

Herrarnas maraton
- Dieudonné Lamothe — 2:16:15 (→ 20:e plats)

Damernas kulstötning
- Deborah Saint-Phard
  - Kval — 16,02 m (→ gick inte vidare)

## Tennis
Herrsingel
- Ronald Agénor
  - Omgång 1 — Förlorade mot Leonardo Lavalle från Mexiko (→ gick inte vidare)